# Marrakech Palmeraie Open
Het Marrakech Palmeraie Open was een golftoernooi voor vrouwen in Marokko, dat deel uitmaakte van de Ladies European Tour. Het toernooi werd opgericht in 1998 en werd tot de laatste editie, in 2000, telkens plaatsgevonden op de Palmeraie Golf Resort in de provincie Marrakech.

## Winnaressen
| Jaar | Winnares         | Score | Score | Info  |
| ---- | ---------------- | ----- | ----- | ----- |
| 1998 | Sophie Gustafson | 201   | –15   |       |
| 1999 | Trish Johnson    | 204   | –12   |       |
| 2000 | Alison Munt      | 207   | –9    | [ 1 ] |